# والشوو
والشوو (به لاتین: Valšov) یک منطقهٔ مسکونی در جمهوری چک است که در شهرستان برونتال واقع شده‌است. والشوو ۹٫۷۲ کیلومتر مربع مساحت و ۲۵۶ نفر جمعیت دارد و ۵۲۰ متر بالاتر از سطح دریا واقع شده‌است.